# Мехробод (Раштский район)
Мехробод (до 2009 — Сиполинг; тадж. Меҳробод) — деха́ (сельский населённый пункт) в Раштском районе Таджикистана. Входит в состав сельской общины (джамоата дехота) Ясман. Расстояние от села до центра района (пгт Гарм) — 81 км, до центра джамоата (село Воринг) — 6 км. Население — 437 человек (2017 г.), таджики. Население в основном занято сельским хозяйством (животноводство и растениводство). Земли орошаются главным образом водами горных источников.